# B14 (voilier)
Pour les articles homonymes, voir B14.
Le B14 est une classe de voilier de compétition.

## Type de dériveur
Le B14 est un dériveur double sans trapèze mais muni d'échelles. Il reprend beaucoup de dispositifs des 18 pieds australiens dont il est en filiation directe, ce qui en fait aussi l'un des plus vieux skiffs, puisqu'il fut créé en 1986.
Le bateau est construit pour la course et possède un rapport poids / puissance bien supérieur aux autres bateaux de cette catégorie. Disposant de systèmes innovants qui ont su s'imposer depuis sa création, tels que le tangon rétractable, le spi asymétrique, le mât souple et un plan de pont plat, les échelles tout en alliant une grand voile lattée, un grand génois et un gréement souple.
Le B14 est un support international géré par l'ISAF. La présence des échelles réduit considérablement l'importance de la taille des équipiers par rapport au système de trapèze. Sur ce type de bateau, les skiffs à échelles, le poids de l'équipage (dans une fourchette très large) est un facteur moins important que pour d'autres bateaux plus lourds. Il n'est d'ailleurs pas rare de voir des équipages mixtes ou complètement féminins, d'une part en raison des faibles forces mises en jeu, et d'autre part parce que l'accent est mis sur la technicité plutôt que sur la puissance musculaire.
- Dériveur moderne appelé skiff
- En double, à deux équipiers
- Avec échelles, sans trapèze

## Historique
- Architecte : Julian Bethwaite
- Année de conception : 1986

## Dimensions
- Longueur : 4,24 m (flottaison)
- Largeur : 1.67 m – 3.18 m (Avec ses ailes)
- Bout-dehors : 1,75 m
- Mats : 7.2 m
- Poids de la coque nue : 64 kg

## Plan de voilure
- Surface de Grand-voile : 12 m²
- Surface de Foc : 5,2 m²
- Surface de Spi asymétrique : 29 m²

## Autres
- Poids idéal de l'équipage : 130-180 kg
- Rating FFV 2011 pour régate en intersérie : 825